# HandyCache
HandyCache — локальный кэширующий прокси-сервер для операционной системы Windows. Основная функция программы — экономия входящего трафика и ускорение загрузки веб-страниц, а также блокировка рекламы. Работает с любыми браузерами и программами, загружающими информацию по протоколу HTTP. В версии 1.0 RC2 (1.0.0.103 unstable) добавлена работа с FTP (без возможности использования внешнего прокси).
HandyCache — проприетарная программа с закрытым кодом. Распространяется бесплатно для некоммерческого использования. Для коммерческого нужно будет купить лицензии. В связи с наличием нескольких ограничений в бесплатной версии HandyCache относится к классу условно бесплатного ПО.

## Возможности программы
- Многоязычный интерфейс
- Настраиваемый список кэширования
- Чёрный список — фильтрация рекламы и прочего нежелательного контента
- Не обновлять свежие файлы — возможность брать из кэша файлы полученные не позднее чем через период времени, заданный в настройках
- Возможность временной отмены действия списков по нажатию заданной клавиши
- 2 каталога кэша, а также 2 каталога кэша <только для чтения>
- Ограничение доступа к программе заданными IP-адресами, а также авторизация по имени пользователя
- Запрет загрузки файлов, превышающих заданный размер
- Работа в автономном режиме (когда информация берётся только из кэша программы), временный переход в автономный режим по нажатию клавиши, переход в автономный режим по нажатию сочетания клавиш
- Очистка кэша по заданным параметрам
- Кэширование посещённых страниц в оперативной памяти компьютера
- Кэширование DNS
- Интегрированный дозвон
- Возможность использования внешнего (родительского) прокси-сервера
- Работа с FTP (без внешнего прокси)
- SOCKS5-прокси
- Перенаправление TCP и UDP-портов
- Расширения на языке lua c широкими возможностями (в том числе фильтрация контента на лету)
- Управление программой через HTTP-протокол
- Интеграция в Internet Explorer
- Монитор загрузки
- Статистика экономии трафика
- Все списки программы используют регулярные выражения. Для отладки регулярных выражений в программе имеется тренажёр.

## Условия использования
Программа HandyCache бесплатна для некоммерческого использования, о чём, в частности, указывается на сайте программы и на вкладке «о программе».
Платная регистрация программы снимает несколько ограничений (в связи с чем возможно классифицировать HandyCache как shareware):
- Отсутствие ограничений по количеству пользователей (в незарегистрированной версии — 5)
- Включает возможность кэширования https трафика, в бесплатной версии существует возможность опробовать эту функцию в течение получаса после загрузки программы.
- Не будет принудительно разрешаться загрузка рекламы с сайта программы.
- На вкладке «о программе» вместо стандартного текста будет указание имени пользователя.
- Наличие документов об оплате регистрации и возможность предъявлять их в случае проверки предприятия.

При этом, в программе нет ни триального периода, ни каких-либо предложений заплатить — только указанные ограничения.

## Программы-дополнения

### hc.Historian
Альтернатива штатным средствам просмотра истории (журнала) посещений, встроенным в браузеры, такие как MS Internet Explorer, Opera, FireFox и др.
Возможности программы:
- Просмотр истории посещения веб-страниц, хранящихся в кэше, созданном программой HandyCache.
- Встроенный браузер для просмотра страниц, хранящихся в кэше.
- Сортировка адресов в истории посещений.
- Мгновенная фильтрация истории посещений по адресу, названию, дате в произвольных их сочетаниях.
- Визуальное удаление файлов из кэша.
- Средства создания архива кэша, восстановление кэша из архива, переноса кэша с одного компьютера на другой.
- hc.Historian-сайт программы